# Manuel Zerbone
Manuel Zerbone Júnior (Horta, 7 de Novembro de 1856 — Horta, 29 de Março de 1905) foi um professor, escritor e publicista açoriano, de origem sarda ou corsa, que se notabilizou como um dos principais motores do movimento intelectual que surgiu na ilha do Faial na segunda metade do século XIX.

## Biografia
Manuel Zerbone nasceu na cidade da Horta, ali concluindo os seus estudos primários. Depois de alguns estudo na sua ilha natal, partiu para a cidade do Porto, onde concluiu o ensino secundário. Durante a sua estadia naquela cidade conheceu Manuel Teixeira Gomes, Luís Botelho e José Maria de Queirós Veloso. Estudou seguidamente em Lisboa, frequentando o Curso Superior de Letras, mas não concluiu qualquer curso superior.
Regressou à ilha do Faial onde se fixou e foi professor de Francês no Liceu da Horta. Simultaneamente iniciou um percurso de publicista e jornalista, que o levaria a colaborar com múltiplas iniciativas editoriais na ilha do Faial, noutras ilhas dos Açores e no exterior do arquipélago. Passou também a ser um dos grandes impulsionadores do movimento intelectual que então surgiu na ilha, centrado em torno de uma tertúlia que incluía Florêncio Terra, Manuel Joaquim Dias, Rodrigo Guerra e Henrique das Neves.
O grupo fundou o Grémio Literário Faialense e o O Açoriano, um semanário com espaço dedicado às letras, onde publicam  textos predominantemente com o cunho do romantismo, mas onde surgem […] sinais de novidade na colaboração, como contista, de Florêncio Terra e, sobretudo de Manuel Zerbone, este com umas prosas poéticas onde se patenteia, sintomaticamente, a influência do criador do poema em prosa, Aloysius Bertrand de "Gaspard de la Nuit". Para além da poesia e da crónica, Manuel Zerbone afirmou-se como contista e romancista, tentando também o teatro.
Sobre as crónicas de Manuel Zerbone, o crítico literário e estudioso da literatura açoriana Pedro da Silveira escreveu: Impõe-se publicá-las na totalidade e, à parte, os seus contos e os poemas em prosa. Discípulo, nos poemas em prosa de Aloysius Bertrand e de Baudelaire, é uma das figuras mais interessantes da literatura açoriana do seu tempo. O mesmo crítico considera que numa primeira abordagem a obra de Manuel Zerbone parece fútil, por vezes um mero jogo de palavras habilidosamente tecido mas sem fundo. Não é assim, porém. As aguarelas impressionistas deste discípulo de Aloysius Bertrand e de Baudelaire do "Spleen" de Paris revelam um verdadeiro poeta, delicado e de funda sensibilidade.
Marcelino de Almeida Lima, outro dos membros da tertúlia e também colaborador n´O Açoriano,escreveu que Manuel Zerbone tinha uma alma de artista, verdadeiro esteta em tudo, no julgar e no praticar, até nas cousas mais comezinhas da vida, destacava-se no círculo dos intelectuais; e muito poderia ter-se salientado, porque condições não lhe faltavam, se não fosse a incapacidade para se amarrar ao trabalho de cinzelar obra de vulto. Ernesto Rebelo, outro dos membros da tertúlia, diz que Zerbone tinha um estilo ligeiro e maleável, adequado ao predilecto género de literatura que em França teve por iniciador Júlio Janin e no qual, em Portugal, tanto se distingue Júlio César Machado – o folhetim, as crónicas alegres.
Depois de uma carreira como professor liceal na ilha do Faial, faleceu na Horta em 1905, com apenas 49 anos de idade.

## Obra publicada
A maior parte da obra de Manuel Zerbone está dispersa por múltiplos periódicos, a maioria dos quais da Horta (O Fayalense, Atlântico, União e Biscuit), do Porto (Folha Nova) e de Lisboa (Diário da Manhã). A sua obra Aguarela (prosa poética) foi incluído na Antologia de Poesia Açoriana de Pedro da Silveira. Com Florêncio Terra, escreveu o romance A vingança da noviça (publicado em folhetim n’O Açoriano), e a peça dramática em três actos Luísa.
Em 1989 a Câmara Municipal da Horta editou uma recolha das suas Crónicas Alegres. A colectânea, organizada por Carlos Lobão, inclui parte das crónicas saídas n’O Açoriano sob o pseudónimo Pablo.